# Sierra del Galiñeiro
La sierra del Galiñeiro (en gallego Serra do Galiñeiro) es una cadena montañosa del noroeste de la península ibérica. Atraviesa en dirección NO-SE los municipios de Vigo, Gondomar, Porriño, Mos y Tuy (Galicia, España).
Su mayor altura se sitúa en el monte Galiñeiro, con 711 metros, cuya cumbre se localiza en Gondomar. Otros montes importantes son los de Alba, Cepudo y Aloia, este último constituido como parque natural.

## Etimología
El topónimo "Galiñeiro", frecuente en Galicia, podría provenir del tema prerromano *kal(l)-, en el sentido de "roca, peñasco".